# ریش‌مرغ‌های توکانی
ریش‌مرغ‌های توکانی (نام علمی: Semnornis) یک سردهٔ پرندگان کوچک هستند. این سرده اغلب در گروه پیراتباری ریش‌مرغان آمریکایی گنجانده شده‌است اما اخیراً معمولاً یک خانواده متمایز به نام ریش‌مرغان توکانی در نظر گرفته می‌شود. به‌طور متناوب، همه ریش‌مرغ‌ها ممکن است در خانواده توکانان به عنوان یک زیرخانواده، ریش‌مرغیان توکانی (به لاتین: Semnornithinae) منتقل شوند. فقط شامل دو گونه، یعنی ریش‌مرغ توکانی (S. ramphastinus) و ریش‌مرغ نوک‌تیز (S. frantzii).